# Jennifer Cooke
Jennifer Cooke  est une actrice américaine, née le 19 septembre 1964 à New York. Elle est surtout connue pour son rôle d'Elizabeth Maxwell dans la série V.

## Biographie
En 1984, elle joue le rôle de l'enfant stellaire Elizabeth, qui est à moitié humaine et lézard. Elle joue ensuite dans le soap opera Haine et Passion dans le rôle de Morgan Richards Nelson de 1981-1983. Ensuite "Debbie" dans la série de NBC "A Year in The Life". En 1986 elle apparaît dans le film Vendredi 13, chapitre 6 : Jason le mort-vivant dans le rôle de Megan.
Cooke se retire du monde de la comédie en 1989.

## Filmographie

### Cinéma
- 1984 : Gimme an 'F' (en) de Paul Justman : Pam Bethlehem
- 1986 : Vendredi 13, chapitre 6 : Jason le mort-vivant (Friday the 13th Part 6: Jason Lives) de Tom McLoughlin : Megan

### Télévision

#### Téléfilms
- 1978 : Tom and Joann de Delbert Mann : Amy Hammil
- 1978 : Daddy, I Don't Like It Like This de Adell Aldrich : Helen
- 1984 : Summer de Allan Arkush : Melinda Danson
- 1985 : Covenant de Walter Grauman : Alexandra Noble

#### Séries télévisées
- 1979 : ABC Afterschool Special : Rosemary
- 1982 : Haine et Passion (The Guiding Light)  : Morgan Nelson / Morgan Richards
- 1984-1985 : V : la série (V: The Series) : Elizabeth Maxwell
- 1985 : Le Voyageur (The Hitchhiker) : Eleanor Shepard
- 1986 : A Year in the Life : Debbie Nesbit